# ریوشو-این
ریوشو-این (به ژاپنی: 龍勝院) یک زن در دوره سنگوکو و همسر اصلی تاکدا کاتسویوری و مادر تاکدا نوبوکاتسو بود. مادر وی خواهر اودا نوبوناگا بود و خود وی فرزندخوانده نوبوناگا محسوب می‌شد. پدر او توئویاما نائوکادو نام داشت و از اهالی ولایت مینو بود.